# Afrotheria
 (mars 2015).
Si vous disposez d'ouvrages ou d'articles de référence ou si vous connaissez des sites web de qualité traitant du thème abordé ici, merci de compléter l'article en donnant les références utiles à sa vérifiabilité et en les liant à la section « Notes et références ».
Super-ordre
Les Afrotheria (Afrothériens en français) sont un super-ordre de mammifères placentaires. En font partie, entre autres, les taupes dorées, les macroscélides (musaraignes à trompe), les tenrecs, les tubulidentés (oryctéropes), les hyracoïdes (ou damans), les proboscidiens et les siréniens.

## Relations évolutives
Le groupe des afrothériens fut nommé et proposé, dans sa composition actuelle en 1998, dans le cadre d'une étude moléculaire. Quelques études morphologiques antérieures avaient en effet proposé dès les années 1920 un tel groupe, puis, sporadiquement, d'autres études, surtout moléculaires, soutinrent cette idée dans les années 1980 et 1990, que certains membres de ce taxon étaient étroitement apparentés. Plus récemment, du soutien morphologique supplémentaire pour cette hypothèse fut trouvé. Les analyses génétiques datant des années 1990 ont identifié les afrothériens comme l'un des quatre grands groupes au sein de l'infraclasse des euthériens (contenant des mammifères placentaires). Les relations exactes entre les quatre groupes, Afrotheria, Xenarthra, Laurasiatheria, et Euarchontoglires (alias Supraprimates) sont encore controversées. Une hypothèse propose que la plus ancienne division ait séparé les Afrothériens des trois autres groupes, voilà 105 millions d'années, lorsque l'Afrique a été séparée des autres grandes surfaces continentales (le nom "Afrotheria" dérive de deux racines : Afro pour 'Afrique' et theria 'animal' en grec.) L'analyse génétique et les fossiles suggèrent que les Xénarthres se seraient développés en Amérique du Sud et se seraient séparés des deux autres groupes plus tardivement. Les Laurasiatheriens et les Euarchontoglires seraient plus étroitement liés entre eux qu'avec les deux autres groupes ; ils sont regroupés dans le taxon Boreoeutheria.
Certains chercheurs considèrent que ces classifications, basées sur de récentes analyses comparatives de l'ADN, sont préliminaires ou controversées, parce qu'elles suppriment souvent des relations entre des groupes de mammifères qui avaient été établies sur des considérations morphologiques. Par exemple, l'ordre des Insectivores comprenait de nombreux genres et espèces de mammifères, généralement de petite taille et se nourrissant d'insectes, qui aujourd'hui ne semblent être apparentés que de manière lointaine ; s'ils partagent un certain nombre d'aspects anatomiques et comportementaux, cela serait principalement dû à des évolutions convergentes. Un autre exemple concerne les caractères morphologiques distinctifs des Xénarthres (qui comprend les fourmiliers, les paresseux et les tatous) qui avaient poussé les taxonomistes à regrouper tous les autres Euthériens dans le taxon des épithériens, les Xénarthres étant la plus ancienne branche à s'en être détachée. Pourtant, une autre reconstitution placerait Xénarthres et Afrothériens ensemble dans le clade des Atlantogenates comme un clade frère des Boréoeuthériens.

## État actuel
De nombreux afrothériens sont en grand danger d'extinction. L'Afrotheria Specialist Group note que les Afrothériens actuels comprennent près d'un tiers de tous les ordres de mammifères trouvés de nos jours en Afrique et à Madagascar, mais 75 espèces seulement sur plus de 1 200 espèces de mammifères existant sur ce continent. La plupart des espèces classées en Afrotheria se trouvent en Afrique, et seules certaines d'entre elles (comme l'éléphant d'Asie et trois espèces de lamantins) sont présentes ailleurs. Beaucoup sont ainsi en danger.

## Ordres et familles
- Ordre Afrosoricida Stanhope, 1998 : taupes dorées, tenrecs...
  - famille Chrysochloridae
  - famille Tenrecidae
- Ordre Macroscelidea Butler, 1956 : musaraignes à trompe
  - famille Macroscelididae
- Ordre Tubulidentata Huxley, 1872 : l'oryctérope
  - famille Orycteropodidae
- Ordre Hyracoidea Huxley, 1869 : damans
  - famille Procaviidae
- Ordre des Proboscidea Illiger, 1811 : éléphants, mammouth...
  - famille Elephantidae
- Ordre Sirenia Illiger, 1811 : dugongs et lamantins
  - famille Dugongidae - Dugongs
  - famille Trichechidae - Lamantins
- Ordre Embrithopoda (éteints)
- Ordre Desmostylia (éteints)

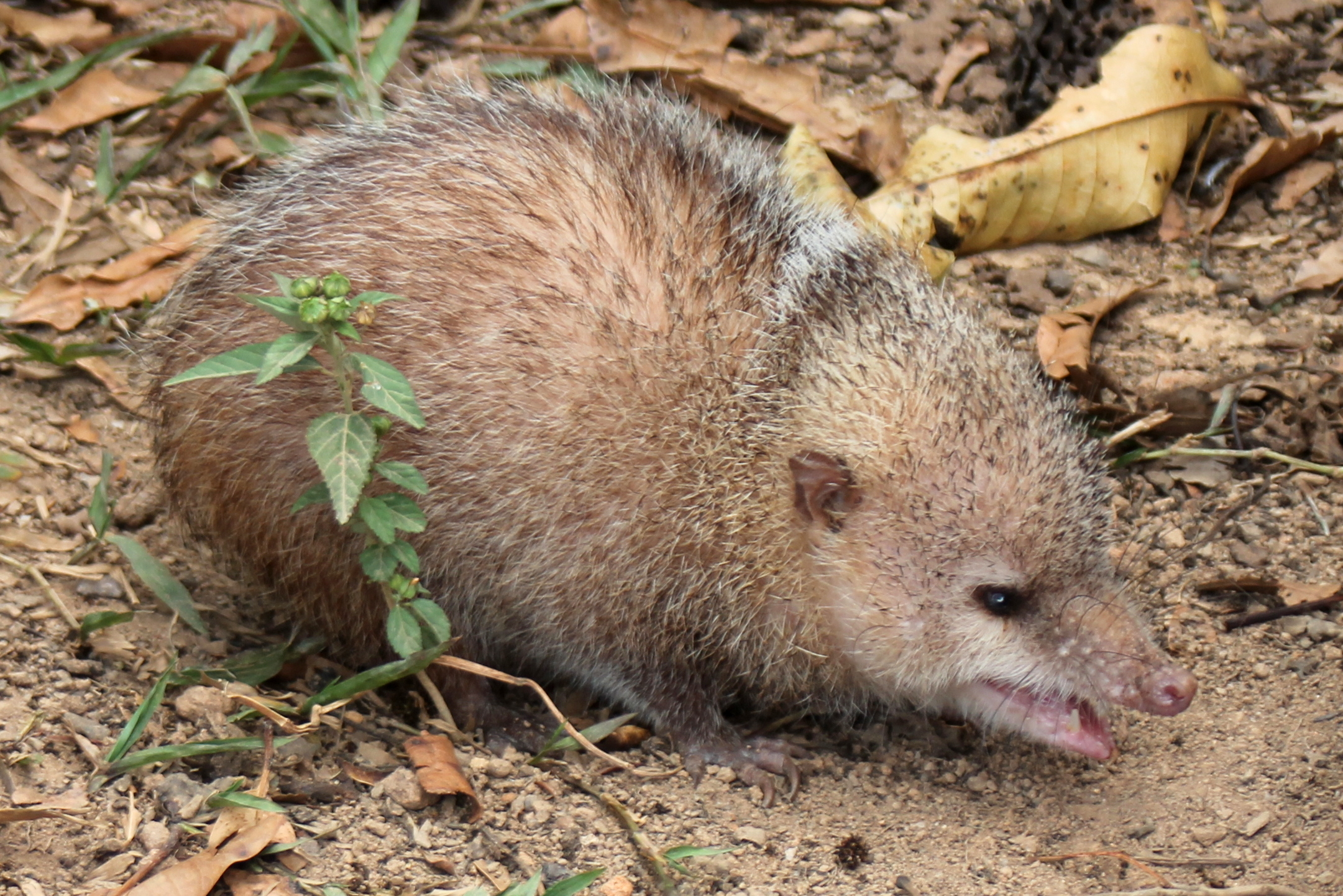
Tenrec ecaudatus (Afrosoricida)
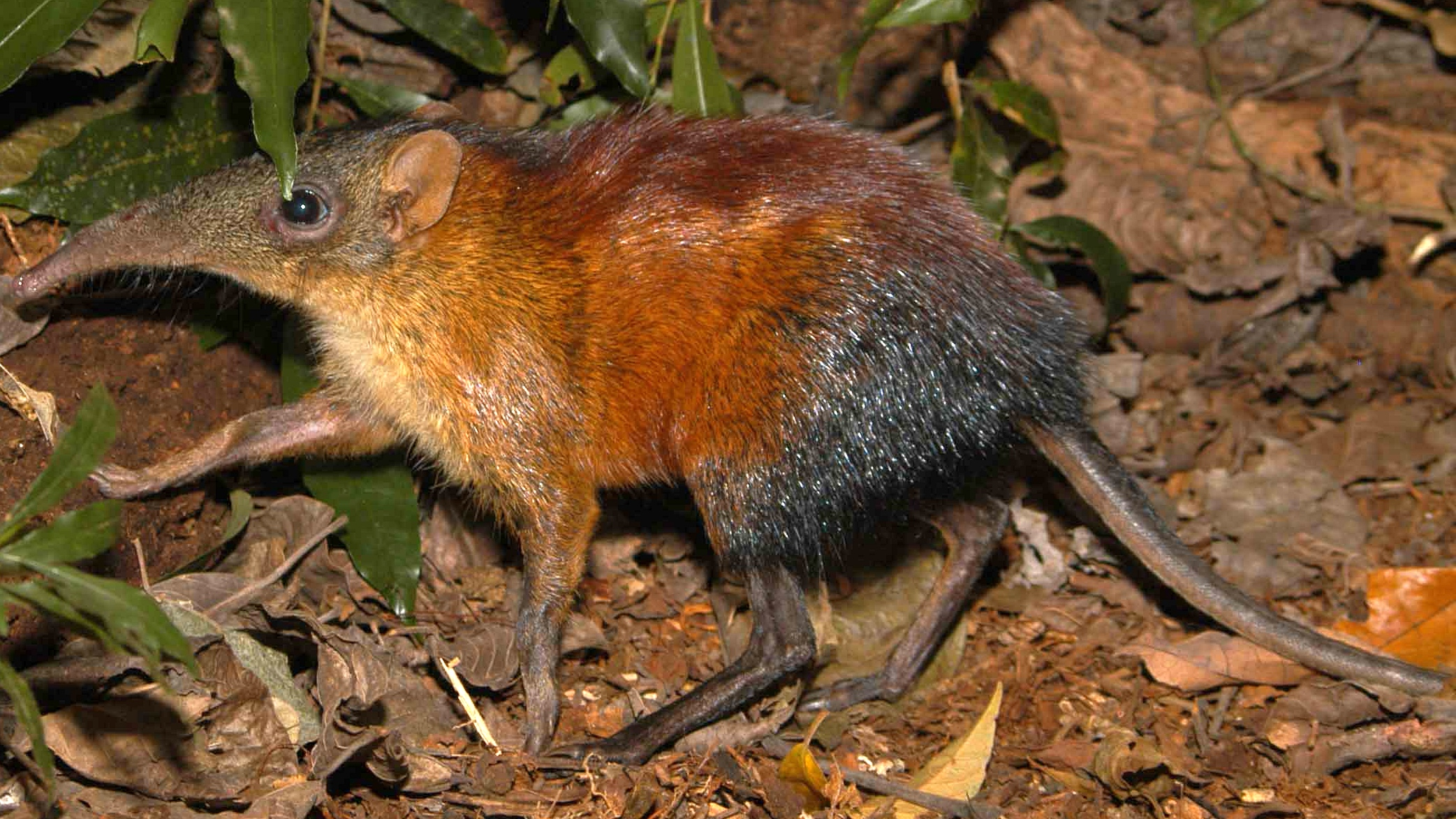
Rhynchocyon udzungwensis (Macroscelidea)
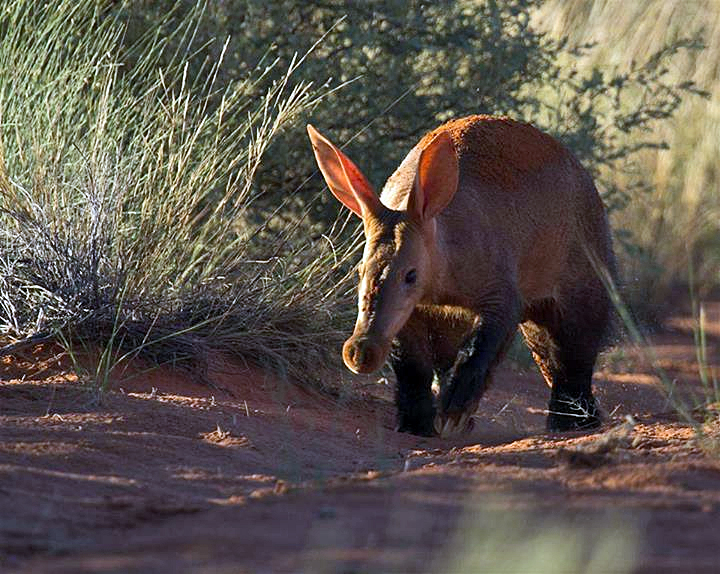
Orycteropus afer (Tubulidentata)
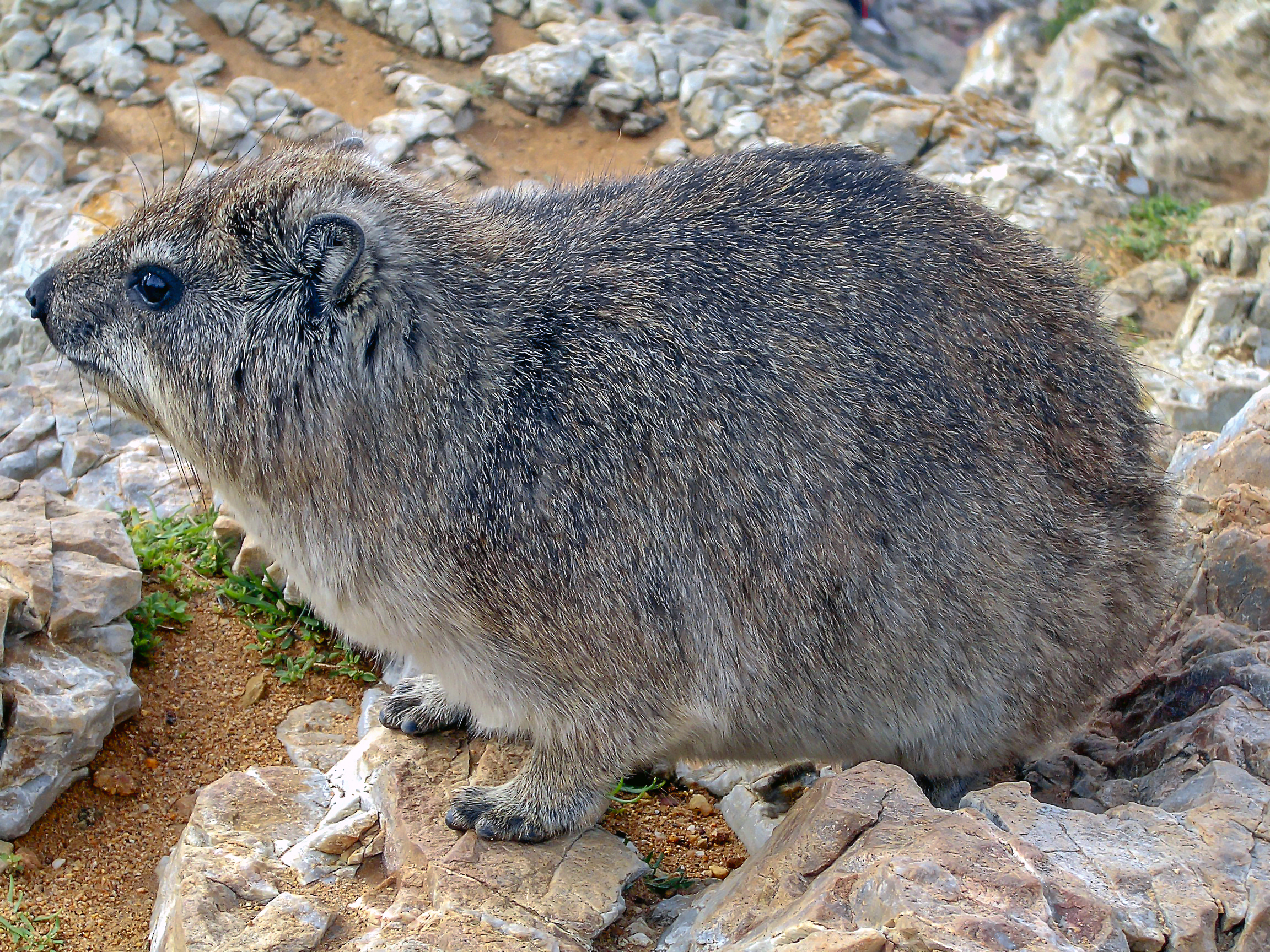
Procavia capensis (Hyracoidea)
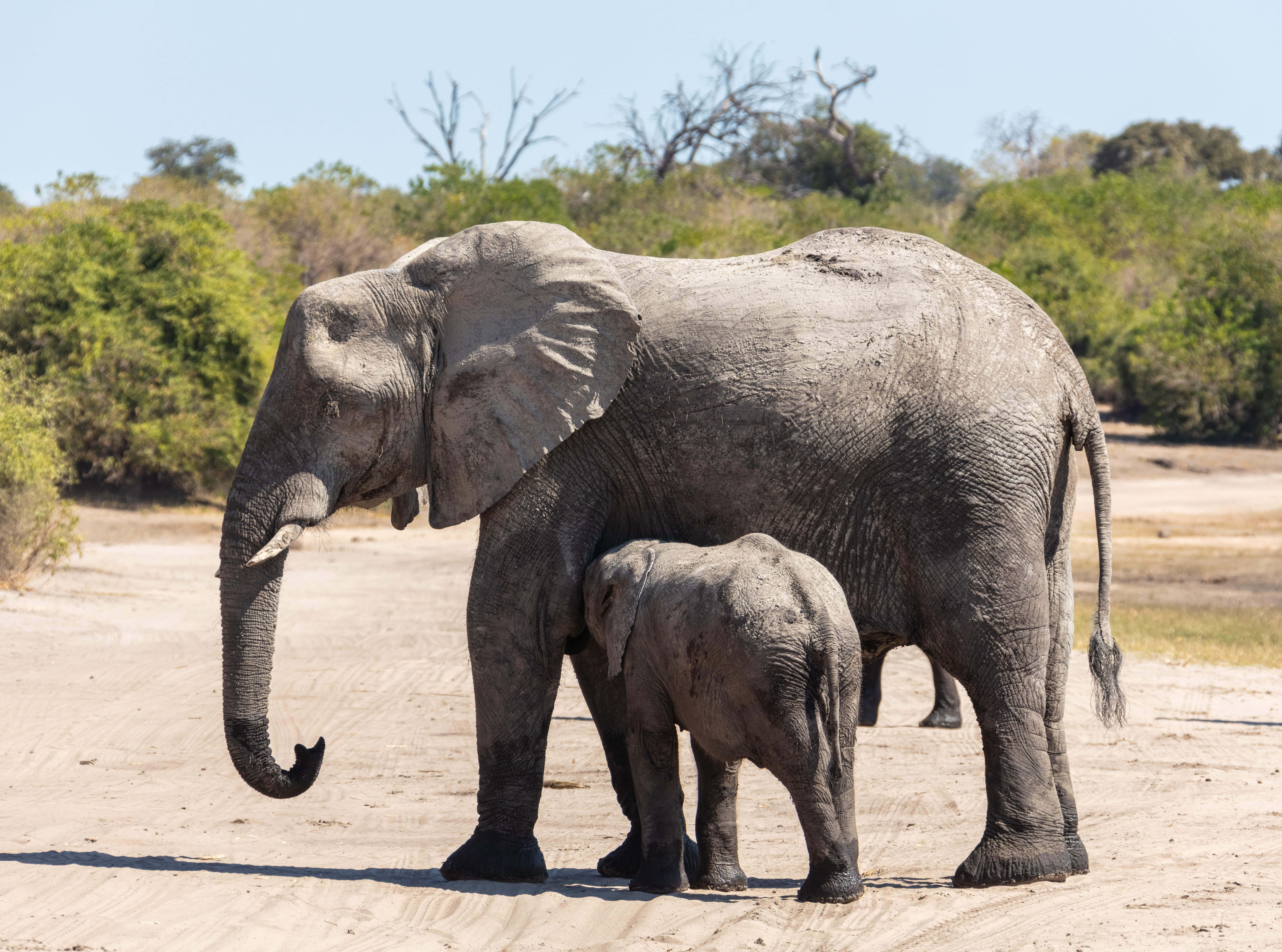
Loxodonta africana (Proboscidea)
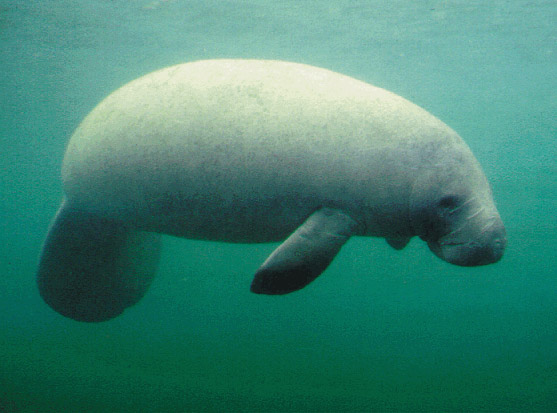
Trichechus manatus (Sirenia)
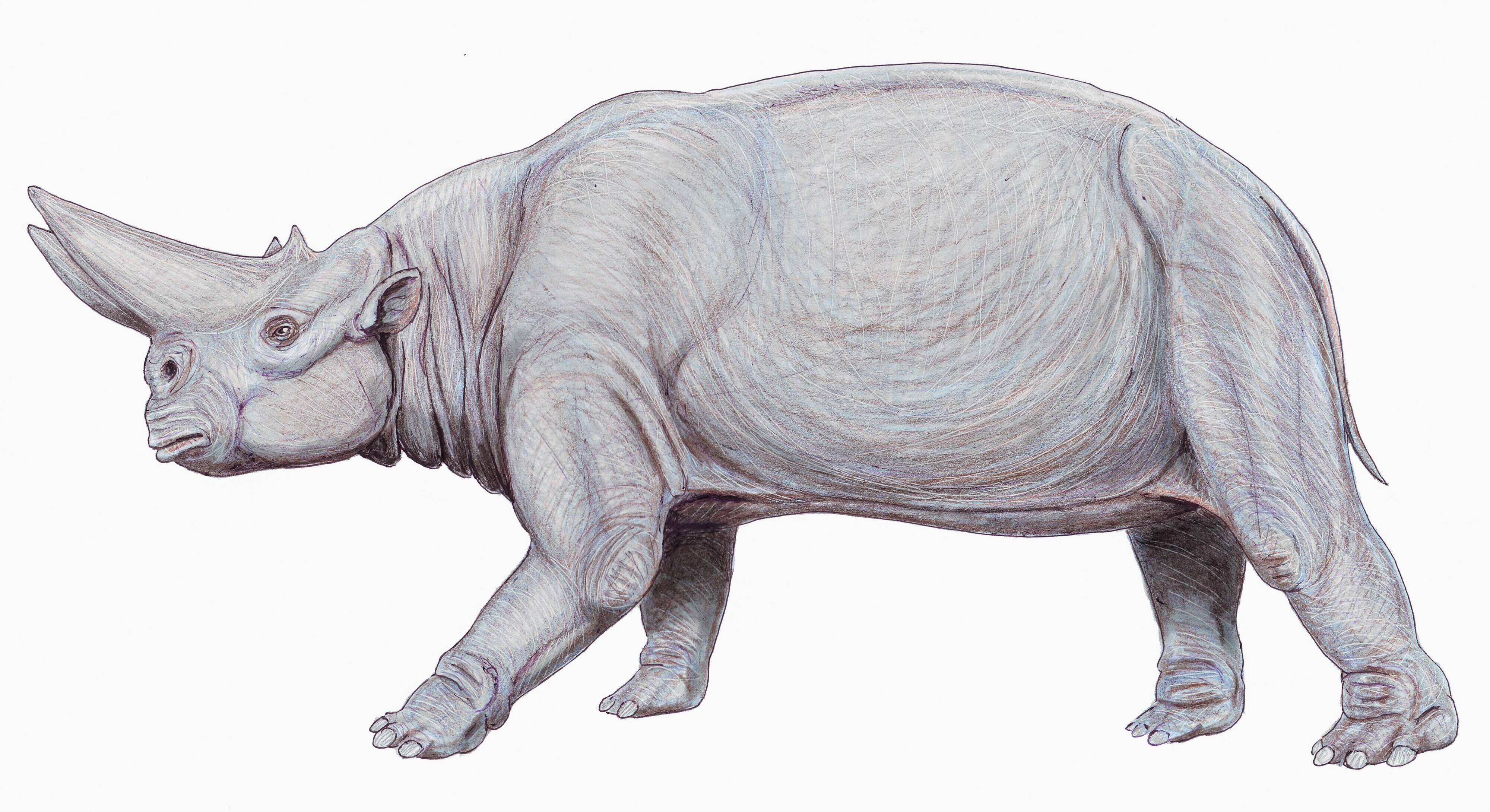
Reconstitution de Arsinoitherium zitteli (Embrithopoda)
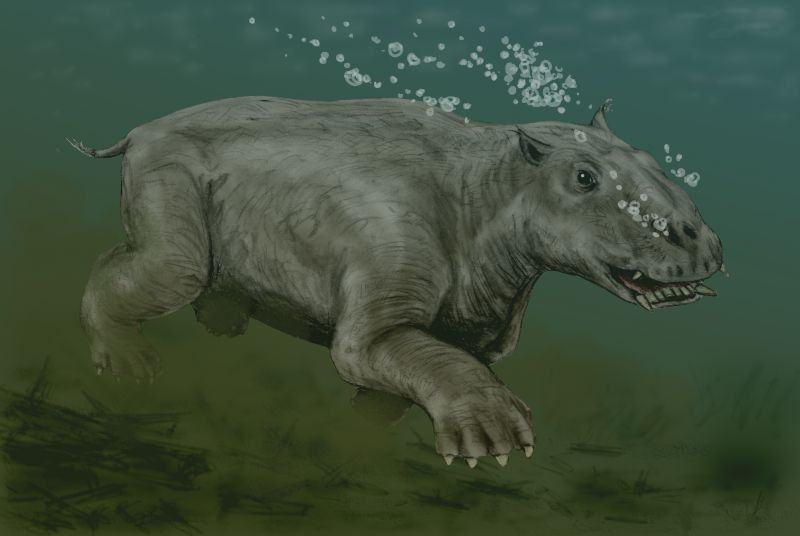
Reconstitution de Paleoparadoxia tabatai (Desmostylia)

### Classification phylogénétique
```
└─o Afrotheria
  ├─o 
Afroinsectivora

  │ ├─o 
Macroscelidea

  │ └─o 
Afrosoricida

  └─o 
Pseudoungulata

      ├─o 
Tubulidentata

      └─o 
Paenungulata

        ├─o 
Hyracoidea

        └─o 
Tethytheria

          ├─o 
Behemota

          │ ├─o 
Embrithopoda
†
          │ ├─o 
Desmostylia
†
          │ └─o 
Proboscidea

          └─o 
Sirenia
```

## Controverses sur la classification
On estime que les Afrothériens sont apparus en Afrique à une époque où ce continent était isolé des masses continentales. Leur seule caractéristique commune visible de l'extérieur est le museau mobile, bien qu'il n'existe pas de preuves convaincantes que cette structure soit une homologie de tous les membres de ce groupe.
Le plus grand problème à considérer les Afrothériens comme étant un clade d'origine africaine provient des fossiles. Les premiers fossiles d'ongulés africains et de macroscélidés se trouvent en dehors de l'Afrique. Les afrothériens font partie du clade Atlantogenata.
La monophylie des afrothériens n'est pas universellement acceptée, et des preuves morphologiques désignent les éléphants et leurs proches comme de véritables ongulés. Cela semble également être le cas pour les tubulidentés et les macroscélidés, mais pas des tenrecs et des taupes dorées. Les macroscélidés pourraient aussi être liés aux rongeurs (au sein des glires). Un des mammifères de Madagascar, le Plesiorycteropus (en) possède des affinités inconnues avec les autres groupes, mais pourrait également être un ongulé peut-être lié à l'oryctérope du continent. Certaines preuves morphologiques prennent en compte l'affinité des tenrecs et des taupes dorées avec les autres insectivores, en particulier les solenodontidé de la région des Caraïbes. Il s'agit d'une interprétation plus traditionnelles de relations entre tenrecomorphes.